# Catéchisme du révolutionnaire
Ne doit pas être confondu avec Catéchisme révolutionnaire.

Catéchisme du révolutionnaire est un bref manifeste écrit entre 1868 et 1869 par le nihiliste russe Serge Netchaïev. Il présente en quatre sections successives quelle doit être l'attitude du révolutionnaire envers lui-même, envers ses camarades, envers la société, et enfin quelle doit être l'attitude de sa confrérie envers le peuple.
Ce texte constitue une implacable tactique d'action subversive, une stratégie révolutionnaire atypique au regard des formulations théoriques militantes antérieurs. Selon Michel Confino, ce manifeste, d'une violence inouïe, postule pour la première fois dans les annales du mouvement révolutionnaire, « la violence dans la violence ». Son intérêt théorique pour tous les révolutionnaires réside surtout du fait « qu'elle pose d'emblée la question fondamentale de la fin et des moyens, celle de la morale révolutionnaire ».
Le Catéchisme du révolutionnaire peut-être considéré comme « l'évangile et le programme de la necaevscina » et doit être lu et interprété dans le cadre idéologique de celle-ci.

## Lanecaevscina
Le terme de necaevscina désigne non seulement une conspiration en vue d'un changement révolutionnaire violent mais également la création d'une organisation par des moyens déterminés. Ces moyens d'action comprennent la violence, la ruse, le chantage et la mystification comme « moyens de combats » appropriés et légitimes dans la lutte du parti révolutionnaire contre le gouvernement autocratique et les ennemis du peuple. La necaevscina, à laquelle se rattache le Catéchisme du révolutionnaire a suscité de nombreux commentaires, de réactions, de réflexions, « du fait qu'elle occupe une place de choix dans la typologie de l'action révolutionnaire ». Au demeurant, la question de la necaevscina et de son « catéchisme » est très controversée.
L'inspiration idéologique de la necaevscina est, dans ses grandes lignes, une articulation entre l'autoritarisme, le blanquisme et l'anarchisme telle que l'a formulé en 1868, le Programme des actions révolutionnaires duquel les rédacteurs du Catéchisme du révolutionnaire se sont probablement inspirés. Toutefois, la position programmatique de la necaevscina diffère selon les circonstances tactiques que lui impose le contexte politique et social. Par conséquent, une constante ambivalence domine ses principes et ses déclarations officielles : elle se proclame anarchiste en 1870, puis évolue vers les tendances autoritaires (au sens d'étatiste) et communistes tout en conservant un langage libéral voire conservateur, brouillant de cette manière les frontières du spectre de la contestation politique. 
Le discours idéologique de la necaevscina s'articule autour de deux concepts-clefs à partir desquels se développent la critique et la prise de position :
- la principial' nost' : l'« intransigeance » ou « fermeté des principes ». Précepte réglant l'attitude du groupe et des militants envers les idées et les principes généraux de leur camp ou de leurs ennemis. Le Catéchisme du révolutionnaire fournit la base théorique et discursive à la pratique concrète du précepte, lors des affrontements verbaux par la voie de la presse ou lors de débats doctrinaux.
- La bezprincipnost' : l'opportunisme du conciliateur stratégique.

## Argument
Le texte est composé d'une vingtaine de paragraphes agissant comme autant de préceptes : l'auteur fait du révolutionnaire russe un nouveau type d'homme méprisant toute morale et toute attache (familiale, amicale et sociale).

## Interprétation soviétique
Juri Steklov (1873-1941), journaliste et historien communiste, auteur d'une biographie monumentale sur Bakounine est le grand interprète et analyste soviétique du Catéchisme du révolutionnaire. 
Il interprète le texte selon la terminologie bolchévique en la résumant comme une théorie violente de prise du pouvoir, un « jacobinisme russe », ainsi nommée en mémoire des jacobins français qui se sont emparés du pouvoir au cours de la Révolution dans les années 1792-1793, et surtout, au regard de l'expérience de la Révolution d'Octobre de 1917 et de la création de l'État Soviétique. 

## Confusion
La question de la participation de l'anarchiste Mikhaïl Bakounine à la rédaction de ce texte est longtemps restée controversée, mais on estime aujourd'hui qu'il est de la main du seul Netchaïev, bien que Bakounine en ait eu connaissance[réf. souhaitée].
Dans tous les cas, ce texte ne doit pas être confondu avec le Catéchisme révolutionnaire, programme révolutionnaire écrit en 1866 par Bakounine. Le titre exact qui lui est attribué à l'origine est d'ailleurs Catéchisme du révolutionnaire (katehizis revoljucionera), et non pas Catéchisme révolutionnaire (Revoljucionnyj katehizis). Bakounine rédige entièrement son Catéchisme en 1865 afin de fixer définitivement les statuts de l'Organisation de la Fraternité international révolutionnaire, dans lequel il fait figurer un « Catéchisme révolutionnaire » ainsi que des « points essentiels des catéchismes nationaux ».

« Une comparaison de ces deux textes, fondamentalement différents et radicalement dissemblables, montre qu'il n'existe aucune parenté entre eux, aucune similitude ni dans le fond ni du point de vue terminologique… On n'en trouve pas la moindre trace. On pourrait admettre à la rigueur quelques vagues analogies entre l'esprit des statuts de la Fraternité internationale et la dernière partie du Catéchisme du révolutionnaire en raison du fait que dans cette dernière partie sont exposées quelques idées anarchistes courantes. Mais cela ne peut pas être une preuve suffisante pour établir une filiation. »

## Publications originales et étrangères
Catéchisme du révolutionnaire est publié pour la première fois dans Pravit. Vestnik (9 , (21), n°162) en juillet 1871 dans sa forme et langue originale (russe).
Une traduction française de la première partie du texte est publiée dans le Journal de St.-Pétersbourg : politique, littéraire, commercial et industriel (n°192) du 31 juillet (12 août grégorien) 1871.
La deuxième partie du texte (le « Catéchisme » proprement dit) est publiée en français dans la brochure de L'Alliance de la Démocratie socialiste et l'Association Internationale des travailleurs, Londres et Hambourg, en 1873 (brochure écrite par Friedrich Engels et Paul Lafargue). Cette traduction incomplète et défectueuse est reprise par le Contrat Social (vol.I, n°2, pp. 122-126) en 1957.
On trouve également le texte incomplet dans La vie de Bakounine de Hélène Iswolsky, publié en 1930.
En 1971, le texte est publié intégralement en français dans Bakounine et Netchaïev de Jean Barrué, toutefois avec des erreurs de traduction.
En 2019, le texte est à nouveau traduit intégralement, depuis le russe cette fois-ci (à la différence des précédentes éditions), par Sergueï Shadrin (voir Bibliographie).

## Réception
« Si, en effet, l'histoire, hors de tout principe, n'est faite que de la lutte entre la révolution et la contre-révolution, il n'est pas d'autre issue que d'épouser entièrement une de ces valeurs, pour y mourir ou y ressusciter. Netchaïev pousse cette logique à bout. Pour la première fois avec lui, la révolution va se séparer explicitement de l'amour et de l'amitié. (…) L'originalité de Netchaïev est ainsi de justifier la violence faite aux frères. »

— Albert Camus , L'Homme révolté